# Weisse Flotte Baldeney

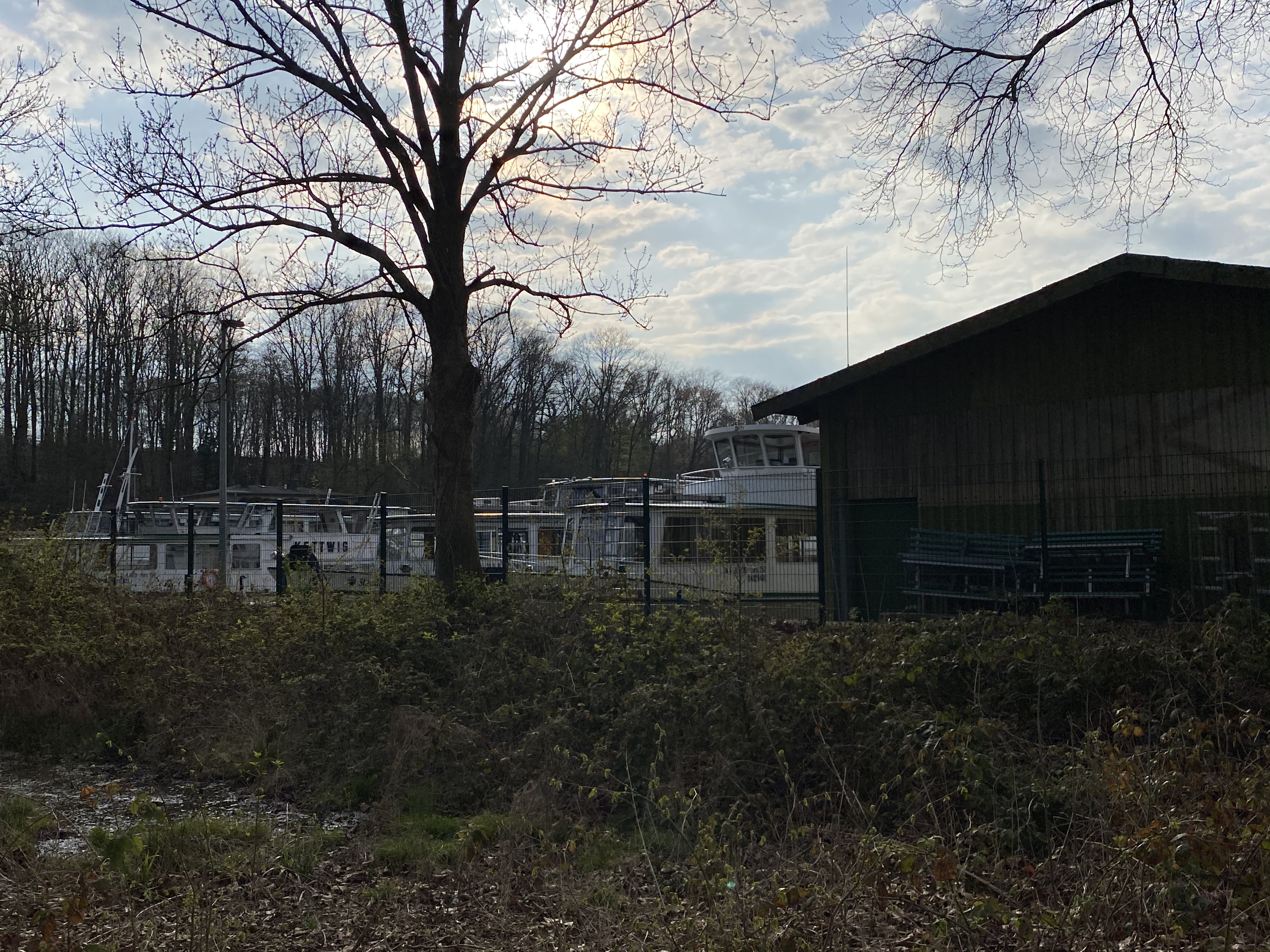
Hafen Scheppen

Die Weisse Flotte Baldeney-GmbH (WFB) betreibt Fahrgastschifffahrt auf dem Baldeneysee, dem Unterlauf der Ruhr und auf dem Rhein-Herne-Kanal. Sie ist ein 100-prozentiges Tochterunternehmen der städtischen Essener Versorgungs- und Verkehrsgesellschaft mbH (EVV).

## Unternehmensgeschichte
Die Weisse Flotte Baldeney-GmbH wurde im November 2000 mit dem Geschäftsführer Lothar Kitsch als Tochtergesellschaft der Essener Versorgungs- und Verkehrsgesellschaft, einer Holdinggesellschaft der Stadt Essen, gegründet und übernahm zur Saison 2001 den Schiffsbetrieb der Essener Verkehrs-AG auf dem Baldeneysee und der Ruhr samt Schiffen und Infrastruktur. Der Betriebssitz und -hafen liegt am Südufer des Baldeneysees nahe Haus Scheppen. Als weiteres Geschäftsfeld hat die WFB seit 2004 den Verkehr zum und auf dem Rhein-Herne-Kanal zwischen Oberhausen und Gelsenkirchen erschlossen.
Im Kultur-Hauptstadt-Jahr 2010 wurde der Linienverkehr auf dem Rhein-Herne-Kanal zwischen Gelsenkirchen, Essen-Karnap und Oberhausen eingeführt. Das Angebot wird ergänzt durch Sonderfahrten und Tagesausflugsfahrten auf beiden Gewässern. So fuhr die Heisingen z. B. 2013 zum Saisonauftakt bis nach Berlin. Die Innogy wurde im Grüne-Hauptstadt-Jahr 2017 zusammen mit dem Sponsor Innogy gekauft und fährt als erstes Schiff der „vierten Generation“ mit einem aus Brennstoffzellen gespeisten Elektroantrieb unter der Flagge der WFB. Im Jahr 2019 wurde die Strecke auf dem Rhein-Herne-Kanal regelmäßig auch in die Haltung Gelsenkirchen – Wanne-Eickel erweitert. Die Weisse Flotte Baldeney ist seit 2017 im Auftrag der Stadt für das „See- und Kanalmanagement Essen“ zuständig.
Anfang Juni 2020 übernahm Boris Orlowski die Geschäftsführung, Franz-Josef Ewers ging in den Ruhestand.
Um vermehrt jüngere Menschen als Zielgruppe anzusprechen, gibt es seit Sommer 2020 neue Veranstaltungsformate.
Um die coronabedingte Pause seit Oktober 2020 zu überbrücken, fahren drei Schiffsführer Straßenbahn, die sonstigen Mitarbeiterinnen und Mitarbeiter sitzen an der städtischen Corona-Hotline. Im Hafen blieben der Hafenmeister, ein Elektriker, ein Schreiner und ein Maler um die Schiffe umzubauen. Die Stadt Essen hat dabei einen neuen Boden bekommen und an Deck einen neuen Anstrich. Die Heisingen wurde im Innenraum generalüberholt, Tische, Stühle, Toiletten usw. wurden ausgetauscht. Zudem wurde ein neues Online-Ticketsystem eingeführt, mit dem die Tickets bereits im Voraus erworben werden können. Mit diesem Ticket ist der Einstieg noch vor den anderen Fahrgästen möglich. Aus der verkürzten Saison und den ausfallenden Charterfahrten entstand ein größerer finanzieller Verlust.
Nach der acht Monate langen Pause wegen Corona startet die Weisse Flotte Baldeney am 2. Juni 2021 verspätet in die Saison auf dem Baldeneysee. Durch die unterschiedlichen Inzidenzen in den Anrainerstädten des Rhein-Herne-Kanals sind Fahrten dort noch nicht möglich. Die Innogy wurde durch den Wechsel des Sponsornamens in Westenergie umbenannt. Für 2021 rechnet das Unternehmen wegen Corona mit einem Verlust von 400.000 Euro.
Die Stadt Essen wurde bis zur Saison 2022 in der Lux-Werft in Niederkassel auf Elektroantrieb umgerüstet und im Innenbereich umgebaut. Zusätzlich entstand für die Schiffe eine neue 10-KV-Transformatorenstation für 120.000 € im Hafen Scheppen, um die Schiffe innerhalb von 8 Stunden aufzuladen.
Im Haushaltsplan 2022 der Stadt Essen ist ein Umbau des Anlegers Haus Scheppen berücksichtigt. Zudem soll auch die Regattatribüne am Anleger Hügel erneuert werden.
Am 11. Juli 2024 weihte Oberbürgermeister Thomas Kufen die Stadt Essen, die Heisingen und die Baldeney am Baldeneysee neu ein, da sie von Diesel- auf Elektroantrieb umgerüstet wurden. Dazu steuerten die Stadt Essen rund 1,5 Millionen Euro und der Bund rund zwei Millionen Euro bei. Durch den Elektroantrieb in Kombination mit Ökostrom sollen je Fahrgastschiff rund 51 Tonnen CO2 eingespart werden, jedoch steigen die jährlichen Energiekosten jeweils um etwa 330 €.
Im Rahmen der IGA 2027 soll das Baldeneyseeufer zeitgemäß weiterentwickelt werden und ein Wasserstoff-Fahrgastschiff gekauft werden. Im Fokus stehen dabei der Anleger „Haus Scheppen“ mit einer Umfeldaufwertung und die Realisierung einer neuen Anlegestelle der Weissen Flotte in Kupferdreh. Zudem soll der PKW-Verkehr durch die Aufnahme von Schiffsverbindungen in das reguläre VRR Angebot verringert werden.
Es ist geplant, auch die Fahrstrecke ruhraufwärts zunächst bis zur Grenze der Landeswasserstraße am Spillenburger Wehr, perspektivisch auch bis nach Bochum-Dahlhausen, zu erweitern. Möglich würde das durch den geringen Tiefgang und auch die geringe Aufbauhöhe der Westenergie, vormals Innogy. Diese benötigt durch ihre Bugrampe keine speziellen Steiger zum Anlegen. Hierbei wäre neben der Staustufe Spillenburg auch die Schleuse Horst zu passieren. Die weitere Strecke ruhrabwärts ab Kettwig wird nur im Rahmen von Sonderfahrten befahren. Den Liniendienst auf diesem Flussabschnitt bedient die Weiße Flotte Mülheim, mit der seit 2012 eine engere Kooperation besteht.

## Anlegestellen

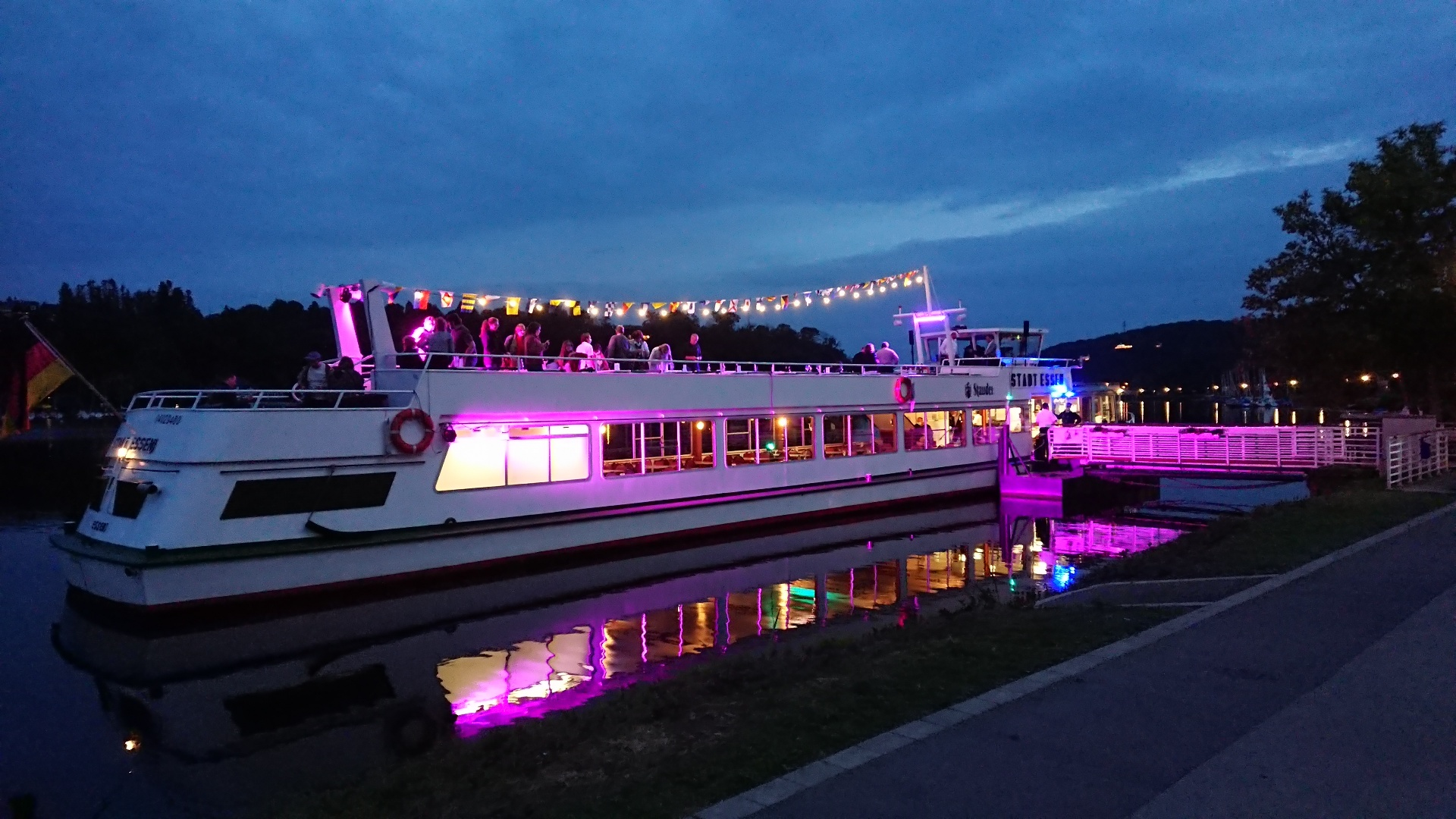
Stadt Essen beim Sunset-Cruise am Anleger Hügel

Die Anlegestellen der Weißen Flotte Baldeney am Baldeneysee befinden sich am Stauwehr (Anleger Wehr), am Regattaturm unterhalb der Villa Hügel (Anleger Hügel), am Seaside Beach (Anleger Strandbad), in Heisingen (Anleger Heisingen), am östlichsten Punkt des Baldeneysees (Anleger Kupferdreh) und am Südufer beim ehemaligen adeligen Lehnsgut Haus Scheppen (Anleger Scheppen). Eine Schleusenfahrt führt flussabwärts bis zum Kettwiger See (Anleger Kettwig), die bei den Seerundfahrten angefahren werden.
Im Laufe eines Umbauprojektes seit 2015 werden einige Anleger am Baldeneysee und der Ruhr modernisiert und teilweise um einen „Seepavillon“ ergänzt. Maßgeblich ist auch das weiße Design aller Bestandteile des Anlegers und die Errichtung einer neuen Informationsstele, ursprünglich war an diesen die Installation von Infomonitoren mit den Abfahrtszeiten der Schiffe und WLAN geplant. Abgeschlossen wurde das Projekt an den Anlegern: Heisingen (2016), Strandbad (2017), Hügel (ohne Seepavillon) und Kettwig (2019). Im Jahr 2022 folgt der Anleger Haus Scheppen.
Außerdem gibt es am Rhein-Herne-Kanal von Ost nach West die Anleger Herne-Künstlerzeche „Unser Fritz“, Gelsenkirchen-Graf Bismarck (in der Haltung Gelsenkirchen–Wanne-Eickel), Gelsenkirchen-Nordsternpark, Essen-Zweigertbrücke, Oberhausen-Marina/Centro und Oberhausen-Kaisergarten (in der Haltung Oberhausen–Gelsenkirchen) die im Rahmen von Linien- und Sonderfahrten angesteuert werden.
Auf der Ruhrstrecke zwischen Werden und Kettwig wurden zwischenzeitlich weitere Anleger bedient: Wehr Unterwasser, Werden Brücke, Am Staadt und Kattenturm.

## Aktuelle Flotte
Die Weisse Flotte Baldeney verfügt derzeit über 6 Fahrgastschiffe und ein Arbeitsschiff.
| Foto | Name           | Baujahr   | Bauwerft und -nummer | Größe (in Meter) | Gewicht (in Tonnen) | Ruder                                          | Antrieb                    | Personen | Anmerkungen                                                 | Umbau |
| ---- | -------------- | --------- | -------------------- | ---------------- | ------------------- | ---------------------------------------------- | -------------------------- | -------- | ----------------------------------------------------------- | --- |
|      | IsenbergII     | 1955      | Fritz Bausch / 188   | 12,95 × 3,50     |                     |                                                |                            | 14       |                                                             | 2017 |
|      | Kettwig        | 1975      | Lux / 060            | 27,80 × 5,20     | 72 t                | Schottel-Ruderpropeller 360° schwenkbar        | Dieselmotor, 150 PS        | 96       |                                                             | (2010) Verkauf 2025 |
|      | HeisingenIII   | 1985      | Lux / 097            | 38 × 5,20        | 105 t               | Schottel-Ruderpropeller Querstrahlruder im Bug | Elektroantrieb (seit 2024) | 160      | Eventschiff                                                 | (zuletzt 2010) Umbau der Schiffselektrik, Toiletten, Fenster, Klima, Bestuhlung, Außentheke, barrierearmer Salon, etc. frühestens ab 2023 |
|      | Stadt EssenIII | 1987/2022 | Lux / 106            | 38,50 × 5,20     | 138 t               |                                                | Elektroantrieb (seit 2024) | 250      |                                                             | 2022 |
|      | BaldeneyII     | 1979      | Lux / 076            | 38 × 5,20        | 102 t               | Schottel-Ruderpropeller Querstrahlruder im Bug | Elektroantrieb (seit 2024) | 174      |                                                             | (zuletzt 1997) Umbau der Schiffselektrik, Toiletten, Fenster, Klima, Loungebestuhlung, Heck-Außenlounge, etc. bis Dezember 2022           |
|      | Westenergie    | 2006/2017 | Lux / 178            | 29 × 4,90        |                     |                                                | Brennstoffzelle            | 74       | Elektroschiff bis 2017 Inselstadt Ratzeburg bis 2020 Innogy | 2017 |
|      | Scheppen 2     |           |                      |                  |                     |                                                |                            | 2        | Arbeitsschiff                                               | |

## Historische Entwicklung
Für den erwarteten Ausflugsverkehr und den Betrieb der ehemaligen Ruhrfähren wurde die Verkehrsgesellschaft Baldeneysee mbH als gemeinsame Tochtergesellschaft von Stadt Essen, SEG als Betreiberin des Essener ÖPNV und Ruhrverband als Betreiber des Sees gegründet. Diese nahm am 1. Mai 1933 den Schiffsbetrieb auf. Die Gesellschaft betrieb neben dem Rundfahrtsbetrieb auch die Fähren Lanfermann (Heisingen – Scheppen), Baldeney (Baldeney – Stiege) und Hügel (Hügel – Werden). Neben zwei alten von Krupp (ehemaliger Betreiber der Fährstrecke Hügel) übernommenen Fährbooten wurden acht zwischen 1933 und 1938 bei der Schiffswerft Jean Stauf in Königswinter gebaute neue Fahrgastschiffe und Fährboote sowie als Flaggschiff Stadt Essen ein fünf Jahre altes gebraucht übernommenes Schiff eingesetzt.
Das Ablassen des Wassers des Baldeneysees im Jahr 1941, das der Luftwaffe der Alliierten im Zweiten Weltkrieg die Orientierung erschweren sollte, führte in den Folgejahren zur einzigen längeren Unterbrechung der Seeschifffahrt.
Im Jahre 1954 ging die Verkehrsgesellschaft Baldeneysee auf die in Essener Verkehrs-AG umfirmierte SEG über. Im Folgejahr wurde mit der zweiten Stadt Essen ein neues Flaggschiff in Dienst gestellt. Im Juli 1974 feierte der ehemalige Bundespräsident Gustav Heinemann auf diesem Schiff seinen Abschied. Anfang der 1960er Jahre nutzten 400.000 bis 500.000 Fahrgäste pro Jahr die Schifffahrt und den Fährverkehr. 1965 wurde die Flotte um die Gruga erweitert, die nach dem Grugapark benannt wurde, in dem in diesem Jahr die Bundesgartenschau stattfand.
Bis 1975 wurde die Ruhrstrecke zwischen Werden (Baldeneywehr) und Kettwig gemeinsam mit der Weißen Flotte Mülheim bedient, der Verkehr erfolgte mittwochs, samstags und sonntags stündlich, in den Sommerferien täglich. Hierfür waren zwei Schiffe erforderlich. Da nach der Eingemeindung von Kettwig nach Essen diese Strecke komplett innerhalb der Stadt Essen lag, übernahm die EVAG diese Strecke dann bei gleichbleibendem Angebot alleine. Zur Weiterfahrt nach Mülheim oder auf dem Baldeneysee musste, außer bei den ein- und aussetzenden Fahrten, jeweils an den Stauanlagen umgestiegen werden. In den 1970er und 1980er Jahren wurden die restlichen Schiffe und Boote der Ursprungsausstattung sowie die zwischenzeitlich neu und gebraucht beschafften Schiffe durch Neu(auf-)bauten der Lux-Werft aus Mondorf bei Bonn ersetzt. Als neues Flaggschiff wurde 1979 die Baldeney in Dienst gestellt.
Der jahreszeitunabhängige Fahrdienst im Fährverkehr wurde 1982 eingestellt, seitdem wird der Übersetzverkehr nur noch im Sommer durch die Seerundfahrt durchgeführt; im Tarif ist dies immer noch erkennbar.
Seit 1994 nutzte die EVAG eine Wort-Bild-Marke Die Weiße Flotte Baldeney gemeinsam mit ihrem eigenen, runden Logo und ab 1999 das heute noch benutzte Logo ohne den bislang führenden Artikel mit dem Zusatz „Ein Unternehmensbereich der Essener Verkehrs-AG“.
Die Weisse Flotte wurde Ende 2000 aus der Essener Verkehrs-AG ausgegliedert und ist seitdem ein Schwesterunternehmen der heutigen Ruhrbahn, unter dem Dach der Essener Versorgungs- und Verkehrsgesellschaft (EVV).

### Ehemalige Schiffe (Auswahl)
| Name                          | Baujahr | Bauwerft und -nummer      | Umbau | Größe (in Meter) | Gewicht (in Tonnen) | Sitzplätze            | Anmerkungen/Verbleib |
| ----------------------------- | ------- | ------------------------- | ----- | ---------------- | ------------------- | --------------------- | --- |
| Stadt EssenI WerdenII ab 1955 | 1928    | Schmidt (Oberkassel)      |       | 28,68 × 4,70     | 25                  | 300 Pers. insg.       | 1933 gekauft, ehem. Alt-Heidelberg 1974 verkauft nach Düsseldorf als Gastroschiff, verschrottet |
| BaldeneyI                     | 1933    | Jean Stauf (Königswinter) |       | 17,55 × 3,70     | 10                  | 100 Fg. insg.         | 1979 nach Cochem (Mosel) 1981 weiter nach Wiesmoor (Ostfriesland) als Moornixe 2018 zurück ins Ruhrgebiet. Gesunken am 15. Juli 2021 in Mülheim an der Ruhr beim Hochwasser in West- und Mitteleuropa 2021 |
| HeisingenI                    | 1933    | Jean Stauf (Königswinter) |       | 19,97 × 4,12     | 10,30               | 150 Pers. insg.       | 1959 verkauft nach Neuss (Rhein), später auf dem Edersee und in Brandenburg aktuell als Foxtrott in der Marina Gliwice (bei Kattowicz)                                                                     |
| Essen SteeleI ab 1955         | 1933    | Jean Stauf (Königswinter) |       | 19,77 × 4,12     | 12                  | 150 Pers. insg.       | 1973 verkauft nach Limburg (Lahn) seit 2003 als Seestern in Xanten (Totalumbau 1987, nur Rumpf erhalten)                                                                                                   |
| WerdenI                       | 1933    | Jean Stauf (Königswinter) |       | 19,77 × 4,12     | 12                  | 150 Pers. insg.       | nicht bekannt |
| Überruhr                      | 1933    | Jean Stauf (Königswinter) |       | 19,77 × 4,12     | 12                  | 114 Pers. insg.       | nicht bekannt |
| Schellenberg                  | 1934    | Jean Stauf (Königswinter) |       | 15,50 × 3,65     | 7                   | 80 Pers. insg.        | nicht bekannt |
| KupferdrehI                   | 1934    | Jean Stauf (Königswinter) |       | 19,97 × 4,15     | 12                  | 150 Pers. insg.       | 1963 verkauft nach Lauenburg (Elbe) als Geesthacht aktuell als Henrichenburg am Schiffshebewerk Strépy-Thieu in Belgien                                                                                    |
| Alteburg                      | 1935    | Jean Stauf (Königswinter) |       | 17,65 × 3,80     | 13                  | 125 Pers. insg.       | als Wohnschiff KIM in Frankreich |
| IsenbergI                     | 1936    | Jean Stauf (Königswinter) |       | 17,30 × 3,90     | 10                  | 96 Fg. insg.          | 1963 verkauft nach Lauenburg (Elbe) als Staustufe 1992 als Kirchenschiff Wichern in Kehl (Rhein) letzter bekannter Standort im Saarkanal                                                                   |
| Stadt EssenII                 | 1955    | Bausch Lux / 059          | 1976  | 27,43 × 5,22     | 190 Fg. insg.       |                       | 1987 nach Hitzacker (Elbe) verkauft 1989 nach Braunschweig 2003 weiter nach Haldensleben (Mittellandkanal) 2020 in Berlin zum Verkauf stehend                                                              |
| HeisingenII                   | 1956    | Schless (Wesel)           |       | 23,20 × 4,40     | 17,7                | 116 Fg. insg.         | 1963 gekauft, ehem. Lisbeth 1978 verkauft nach Lübeck, von 1991 bis 2007 als Odertal am Schiffshebewerk Niederfinow.                                                                                       |
| Gruga                         | 1962    | Ruhrorter / 302           |       | 30,02 × 5,24     |                     | 250 Pers. insg.       | 1983 verkauft nach Berlin als Rixdorf in Fahrt (2007/08 Totalumbau) |
| Kupferdreh II                 |         |                           |       |                  |                     |                       | mutmaßliches Schwesterschiff der IsenbergII. |
| SteeleII                      | 1973    | Lux / 053                 | 2010  | 22,80 × 5,20     | 72 t                | Salon 42 Freideck 100 | In den Sommern von 2012 bis 2018 mit dem temporären Namen White Pearl 2020 verkauft nach Österreich (Traunsee)                                                                                             |
| WerdenIII                     | 1975    | Lux / 056                 |       | 23,80 × 5,20     |                     | 150 Fg. insg.         | 1987 verkauft nach Hameln (Weser) 2009 weiter nach Polen (Masurische Seen) |